# Walton, Kansas
Walton är en ort i Harvey County i Kansas. Vid 2010 års folkräkning hade Walton 235 invånare.